# Dictyostelium fasciculatum
Dictyostelium fasciculatum és una espècie de micetozou de la classe Dictyostelia, de distribució cosmopolita, 
descrita per primer cop l'any 1981.